# Triodia burbidgeana
Triodia burbidgeana är en gräsart som beskrevs av Surrey Wilfrid Laurance Jacobs. Triodia burbidgeana ingår i släktet Triodia och familjen gräs. Inga underarter finns listade i Catalogue of Life.